# Représentations diplomatiques en France
Les représentations diplomatiques en France sont actuellement au nombre de 162.

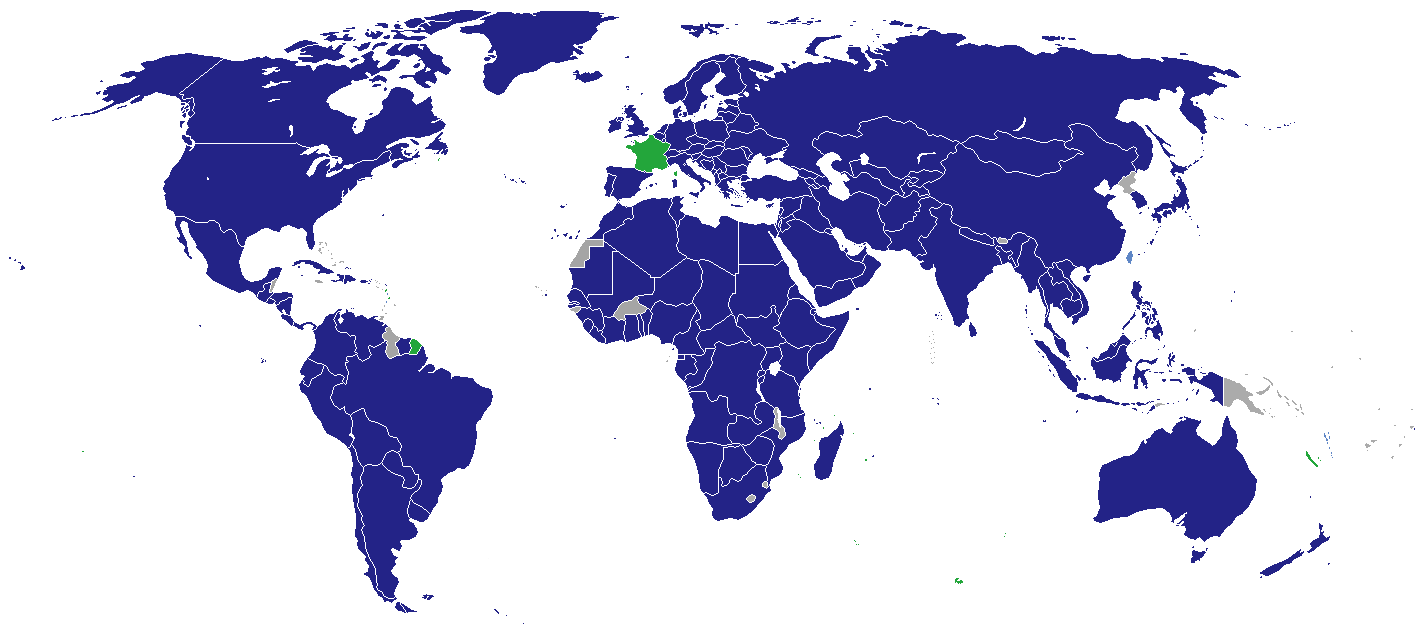
Carte des missions diplomatiques en France

## Ambassades et consulats
Il y a actuellement 162 ambassades étrangères en France. L'ensemble de ces représentations diplomatiques se trouvent à Paris.
- Afghanistan[2]
- Afrique du Sud
- Albanie
- Algérie
- Allemagne
- Andorre
- Angola
- Antigua-et-Barbuda
- Arabie saoudite
- Argentine
- Arménie
- Australie
- Autriche
- Azerbaïdjan
- Bahamas
- Bahreïn
- Bangladesh
- Barbade
- Belgique
- Belize
- Bénin
- Biélorussie
- Birmanie
- Bolivie
- Bosnie-Herzégovine
- Botswana
- Brésil
- Brunei
- Bulgarie
- Burkina Faso
- Burundi
- Cambodge
- Cameroun
- Canada
- Cap-Vert
- Chili
- Chine
- Chypre
- Colombie
- Comores
- Corée du Sud
- Costa Rica
- Côte d'Ivoire
- Croatie
- Cuba
- Danemark
- Djibouti
- Égypte
- Émirats arabes unis
- Équateur
- Érythrée
- Espagne
- Estonie
- États-Unis
- Éthiopie
- Finlande
- Gabon
- Gambie
- Géorgie
- Ghana
- Grèce
- Guatemala
- Guinée
- Guinée-Bissau
- Guinée équatoriale
- Haïti
- Honduras
- Hongrie
- Fidji
- Inde
- Indonésie
- Irak
- Iran
- Irlande
- Islande
- Israël
- Italie
- Japon
- Jordanie
- Kazakhstan
- Kenya
- Kirghizistan
- Kosovo
- Koweït
- Laos
- Lettonie
- Liban
- Liberia
- Libye
- Lituanie
- Luxembourg
- Macédoine du Nord
- Madagascar
- Malaisie
- Malawi
- Maldives
- Mali
- Malte
- Maroc
- Maurice
- Mauritanie
- Mexique
- Moldavie
- Monaco
- Mongolie
- Monténégro
- Mozambique
- Namibie
- Népal
- Nicaragua
- Niger
- Nigeria
- Norvège
- Nouvelle-Zélande
- Oman
- Ouganda
- Ouzbékistan
- Pakistan
- Palestine
- Panama
- Paraguay
- Pays-Bas
- Pérou
- Philippines
- Pologne
- Portugal
- Qatar
- République centrafricaine
- République démocratique du Congo
- République du Congo
- République dominicaine
- République tchèque
- Roumanie
- Royaume-Uni
- Russie
- Rwanda
- Saint-Christophe-et-Niévès
- Saint-Marin
- Sainte-Lucie
- Salvador
- Sao Tomé-et-Principe
- Sénégal
- Serbie
- Seychelles
- Sierra Leone
- Singapour
- Slovaquie
- Slovénie
- Somalie
- Soudan
- Sri Lanka
- Suède
- Suisse
- Suriname
- Syrie
- Tadjikistan
- Taïwan
- Tanzanie
- Tchad
- Thaïlande
- Togo
- Trinité-et-Tobago
- Tunisie
- Turkménistan
- Turquie
- Ukraine
- Uruguay
- Vanuatu
- Venezuela
- Viêt Nam
- Yémen
- Zambie
- Zimbabwe

## Consulats en France

### Aix-en-Provence
- Taïwan (bureau)

### Bastia
- Maroc (consulat-général)[3]

### Bayonne
- Espagne (consulat-général)

### Besançon
- Algérie (consulat)[4]

### Bobigny
- Algérie (consulat)[4]

### Bordeaux
- Algérie (consulat)[4]
- Allemagne (consulat-général)
- Espagne (consulat-général)
- États-Unis (consulat-général)
- Maroc (consulat-général)[3]
- Portugal (consulat-général)
- Royaume-Uni (consulat-général)
- Sénégal (consulat-général)
- Turquie (consulat-général)

### Cayenne,Guyane
- Brésil (consulat-général)
- Haïti (consulat-général)
- Suriname (consulat-général)

### Colombes
- Maroc (consulat-général)[3]

### Créteil
- Algérie (consulat)[4]

### Dijon
- Maroc (consulat-général)[3]

### Fort-de-France,Martinique
- Sainte-Lucie (consulat-général)

### Grenoble
- Algérie (consulat)[4]
- Tunisie (consulat)

### Lille
- Algérie (consulat-général)[4]
- Maroc (consulat-général)[3]

### Lyon
- Algérie (consulat-général)[4]
- Allemagne (consulat-général)
- Arménie (consulat-général)
- Bulgarie (consulat-général)
- Chine (consulat-général)
- Côte d'Ivoire (consulat-général)
- Espagne (consulat-général)
- États-Unis (consulat-général)
- Hongrie (consulat)
- Irlande (consulat-général)
- Italie (consulat-général)
- Japon (consulat)
- Maroc (consulat-général)[3]
- Pologne (consulat-général)
- Portugal (consulat-général)
- Roumanie (consulat-général)
- Sénégal (consulat-général)
- Suisse (consulat-général)
- Tunisie (consulat-général)
- Turquie (consulat-général)

### Marseille
- Algérie (consulat-général)[4]
- Allemagne (consulat-général)
- Arménie ((consulat-général)
- Belgique (consulat-général)
- Brésil (consulat-général)
- Cameroun (consulat)
- Chine (consulat-général)
- Égypte (consulat-général)
- Espagne (consulat-général)
- États-Unis (consulat-général)
- Inde (consulat-général)
- Indonésie (consulat-général)
- Italie (consulat-général)
- Japon (consulat-général)
- Liban (consulat-général)
- Libye (consulat-général)
- Madagascar (consulat-général)
- Maroc (consulat-général)[3]
- Panama (consulat-général)
- Portugal (consulat-général)
- République dominicaine (consulat-général)
- Roumanie (consulat-général)
- Royaume-Uni (consulat-général)
- Russie (consulat-général)
- Sénégal (consulat-général)
- Suisse (consulat-général)
- Tunisie (consulat-général)
- Turquie (consulat-général)

### Metz
- Algérie (consulat)[4]
- Italie (consulat-général)

### Montpellier
- Algérie (consulat)[4]
- Espagne (consulat-général)
- Maroc (consulat-général)[3]

### Nanterre
- Algérie (consulat)[4]

### Nantes
- Algérie (consulat)[4]
- Portugal (consulat)
- Turquie (consulat-général)

### Nice
- Algérie (consulat)[4]
- Cap-Vert (consulat-général)
- Italie (consulat-général)
- Tunisie (consulat-général)

### Nouméa,Nouvelle-Calédonie
- Australie (consulat-général)
- Indonésie (consulat-général)
- Japon (consulat)
- Nouvelle-Zélande (consulat-général)
- Vanuatu (consulat-général)

### Orléans
- Maroc (consulat-général)[3]

### Orly
- Maroc (consulat-général)[3]

### Pantin
- Espagne (consulat-général)
- Tunisie (consulat)

### Papeete,Polynésie française
- Australie (consulat-général)
- Chine (consulat-général)

### Pau
- Espagne (consulat-général)

### Perpignan
- Espagne (consulat-général)

### Pointe-à-Pitre,Guadeloupe
- République dominicaine (consulat-général)
- Haïti (consulat-général)

### Pontoise
- Algérie (consulat)[4]
- Maroc (consulat-général)[3]

### Rennes
- États-Unis (consulat-général)
- Maroc (consulat-général)[3]

### Saint-Denis, La Réunion
- Chine (consulat-général)
- Inde (consulat-général)
- Madagascar (consulat-général)

### Saint-Étienne
- Algérie (consulat)[4]

### Saint-Georges ,Guyane
- Brésil (consulat)

### Saint-Laurent-du-Maroni,Guyane
- Suriname (consulat)

### Strasbourg
- Algérie (consulat-général)[4]
- Allemagne (consulat-général)
- Autriche (consulat-général)
- Espagne (consulat-général)
- États-Unis (consulat-général)
- Japon (consulat-général)
- Kazakhstan (consulat-général)
- Kosovo (consulat-général)
- Luxembourg (consulat-général)
- Maroc (consulat-général)[3]
- Mexique (bureau)
- Portugal (consulat-général)
- Roumanie (consulat-général)
- Russie (consulat-général)
- Serbie (consulat-général)
- Suisse (consulat-général)
- Tunisie (consulat-général)
- Turquie (consulat-général)
- Vatican (bureau)

### Toulon
- Tunisie (consulat)

### Toulouse
- Algérie (consulat)[4]
- Espagne (consulat-général)
- Grèce (consulat-général)
- Maroc (consulat-général)[3]
- Portugal (consulat-général)
- Tunisie (consulat)

### Villemomble
- Maroc (consulat-général)[3]